# Félix Picon
Pour les articles homonymes, voir Picon (homonymie).
Félix Picon est un skipper français né le 24 avril 1884 à Bordeaux et mort le 4 décembre 1922 dans la même ville.

## Biographie
Félix Picon participe à bord du Rose Pompon à l'épreuve du 6,5 mètres aux Jeux olympiques d'été de 1920 et remporte la médaille d'argent olympique en compagnie d'Albert Weil et de Robert Monier.